# Hellem Abreu
Hellem Kássia Ribeiro Abreu est une joueuse brésilienne de volley-ball née le 19 mars 1987 à Colméia (Tocantins). Elle mesure 1,82 m et joue au poste de réceptionneuse-attaquante.

## Clubs
| Club               | De        | À         |
| ------------------ | --------- | --------- |
| Praia Clube        | 2008-2009 | 2008-2009 |
| CD Ribeirense      | 2009-2010 | 2010-2011 |
| SES Calais         | 2011-2012 | 2011-2012 |
| Terville FOC       | 2012-2013 | 2012-2013 |
| Vannes Volley-Ball | 2013-2014 | 2013-2014 |
| Stod Volley        | 2014-2015 | 2014-2015 |
| Amiens LMVB        | 2015-2016 | 2015-2016 |
| São José Voleibol  | jan 2017  | mai 2017  |
| CV J.A.V. Olímpico | 2017-2018 | …         |

## Palmarès
- Championnat du Portugal
  - Vainqueur: 2011.
  - Finaliste : 2010.
- Coupe du Portugal
  - Vainqueur: 2011.